# Skeptrostachys
Skeptrostachys é um género botânico pertencente à família das orquídeas (Orchidaceae). Foi proposto por Garay em Botanical Museum Leaflets 28(4): 359, em 1982, tipificado pela Skeptrostachys rupestris (Lindl.) Garay, antes Spiranthes rupestris Lindley.  O nome vem do grego skeptron, bastão, e stachys, espiga, em referência à aparência de sua inflorescência.
Outrora pertencentes ao gênero Stenorrhynchos, são cerca de treze espécies de ervas terrestres de raízes carnosas, do planalto sudeste-central brasileiro e áreas fronteiriças do Paraguay e Argentina cujo centro de dispersão é o planalto paulista, que habitam campos abertos, arenosos, rochosos ou pantanosos, até 1600 metros de altitude.
Distingue-se este gênero tanto pela distribuição geográfica citada acima, como pelas suas flores, dotadas de brácteas de margens ciliadas; glândulas nectárias presentes na base do labelo; e corpo da coluna mais curto que a antera, as vezes quase imperceptível.
Suas muitas folhas são rosuladas, em regra dispostas ao longo da inflorescência envolvendo-a, muitas vezes ausentes durante a floração; a haste é ereta, robusta e floribunda, coberta de brácteas, de flores pequenas porém vistosas, de cores variadas, dispostas para todos os lados.

## Espécies
1. Skeptrostachys arechavaletanii (Barb.Rodr.) Garay, Bot. Mus. Leafl. 28: 359 (1980 publ. 1982).
2. Skeptrostachys balanophorostachya (Rchb.f. & Warm.) Garay, Bot. Mus. Leafl. 28: 359 (1980 publ. 1982).
3. Skeptrostachys berroana (Kraenzl.) Garay, Bot. Mus. Leafl. 28: 359 (1980 publ. 1982).
4. Skeptrostachys congestiflora (Cogn.) Garay, Bot. Mus. Leafl. 28: 359 (1980 publ. 1982).
5. Skeptrostachys correana Szlach., Fragm. Florist. Geobot. 41: 857 (1996).
6. Skeptrostachys disoides (Kraenzl.) Garay, Bot. Mus. Leafl. 28: 359 (1980 publ. 1982).
7. Skeptrostachys gigantea (Cogn.) Garay, Bot. Mus. Leafl. 28: 359 (1980 publ. 1982).
8. Skeptrostachys latipetala (Cogn.) Garay, Bot. Mus. Leafl. 28: 360 (1980 publ. 1982).
9. Skeptrostachys montevidensis (Barb.Rodr.) Garay, Bot. Mus. Leafl. 28: 360 (1980 publ. 1982).
10. Skeptrostachys paraguayensis (Rchb.f.) Garay, Bot. Mus. Leafl. 28: 360 (1980 publ. 1982).
11. Skeptrostachys paranahybae (Kraenzl.) Garay, Bot. Mus. Leafl. 28: 360 (1980 publ. 1982).
12. Skeptrostachys rupestris (Lindl.) Garay, Bot. Mus. Leafl. 28: 360 (1980 publ. 1982).
13. Skeptrostachys stenorrhynchoides Szlach., Fragm. Florist. Geobot. 39: 418 (1994).